# Вогняна драбина
«Вогняна драбина»(англ. Ladder 49) — драматична стрічка про пожежника Джека Моррісона, який потрапив у вогняну пастку та згадує своє життя.

## Сюжет
Джек Моррісон з командою прибуває на пожежу в промисловій будівлі в Балтиморі. Він рятує кількох чоловік, але внаслідок обвалу підлоги сам потрапляє у пастку. Операцією по врятуванню Джека керує капітан Майк Кеннеді. Напівпритомний Моррісон згадує найяскравіші моменти свого життя: початок кар'єри, знайомство з майбутньою дружиною, втрата товаришів, народження дітей. По рації Джеку передають, що йому необхідно дістатися в кімнату охоронців. Поступово пробивши стіну, герой потрапляє туди. Він бачить, що приміщення повністю заповнене полум'ям. Джек, оцінивши ситуацію, просить відкликати команду. Майку дається це нелегко. На похороні Моррісона у промові Кеннеді підкреслив його хоробрість та героїзм.

## У ролях
| Актор            | Роль            |
| ---------------- | --------------- |
| Хоакін Фенікс    | Джек Моррісон   |
| Джон Траволта    | Майк Кеннеді    |
| Джасінда Барретт | Лінда Моррісон  |
| Моріс Честнат    | Томмі Дрейк     |
| Роберт Патрік    | Ленні Річтер    |
| Біллі Берк       | Денніс Гоген    |
| Бальтазар Гетті  | Рей Гоген       |
| Тім Гіні         | Тоні Корріган   |
| Кевін Чепмен     | Френк Мак-Кінні |
| Джей Ернандес    | Кіт Перес       |
| Кевін Деніелс    | Дон Міллер      |

## Створення фільму

### Виробництво
Зйомки фільму проходили в Балтиморі та Аннаполісі, Меріленд, США.

### Знімальна група
- Кінорежисер — 	Джей Расселл
- Сценарист — Льюїс Колік
- Кінопродюсер — Кейсі Сільвер
- Композитор — Вільям Росс
- Кінооператор — Джеймс Л. Картер
- Кіномонтаж — М. Скотт Сміт, Бад С. Сміт
- Художник-постановник — Тоні Барроу
- Артдиректор — Грегорі Болтон, Кевін Констант
- Художник-декоратор — Меггі Мартін
- Художник з костюмів — Рене Ерліх Кальфус
- Підбір акторів — Ненсі Фой[2].

## Сприйняття

### Критика
Фільм отримав змішані відгуки. На сайті Rotten Tomatoes оцінка стрічки становить 41 % на основі 162 відгуки від критиків (середня оцінка 5,3/10) і 81 % від глядачів із середньою оцінкою 3,6/5 (343 165 голосів). Фільму зарахований «гнилий помідор» від кінокритиків та «попкорн» від глядачів, Internet Movie Database — 6,5/10 (51 324 голосів), Metacritic — 47/100 (32 відгуки критиків) і 7,9/10 (46 відгуків від глядачів).

### Номінації та нагороди
| Нагороди та номінації фільму «Вогняна драбина» | Нагороди та номінації фільму «Вогняна драбина» | Нагороди та номінації фільму «Вогняна драбина» | Нагороди та номінації фільму «Вогняна драбина» | Нагороди та номінації фільму «Вогняна драбина» | Нагороди та номінації фільму «Вогняна драбина» |
| Рік                                            | Кінофестиваль/кінопремія                       | Категорія/нагорода                             | Номінант                                       | Результат                                      |                                                |
| ---------------------------------------------- | ---------------------------------------------- | ---------------------------------------------- | ---------------------------------------------- | ---------------------------------------------- | ---------------------------------------------- |
| 2005                                           | «Супутник»                                     | Найкраща оригінальна пісня                     | Роббі Робертсон                                | Номінація                                      |                                                |
| 2005                                           | Teen Choice Awards                             | Choice Movie: Драма                            | «Вогняна драбина»                              | Номінація                                      |                                                |
| 2005                                           | Teen Choice Awards                             | Choice Movie Actor: Драма                      | Хоакін Фенікс                                  | Номінація                                      |                                                |
| 2005                                           | «Таурус»                                       | Найкраща робота на висоті                      | Боб Коллетті, Рой Фарфель                      | Номінація                                      |                                                |